# エドゥアルド・デ・マルティーノ
エドゥアルド・フェデリコ・デ・マルティーノ（Eduardo Federico de Martino、1838年3月29日 - 1912年5月21日）は、イタリアの画家である。両シチリア王国の海軍やイタリア海軍で航海士として働いた後、ブラジルやイギリスで海洋画家として働いた。各国の海軍の艦船や海戦を描いた。。

## 略歴
ナポリ県の海岸の街メータで生まれた。父親は両シチリア王国の海軍の航海士であったが、フェデリコ・デ・マルティーノが生まれてすぐ亡くなった。1849年に11歳で王立海軍学校(Real accademia di marina)に入学し、海軍の士官の道に進み、父親のいない家族の経済的な負担を減らした。海軍で働きながら、夜間にナポリの美術学校に出席したり、地元の画家のスタジオで絵を学んだ。航海士としての試験に合格し、1861年のイタリア統一後は、イタリア海軍の士官となり、1863年には少尉に任官していた。
1866年、南大西洋を航海する船で勤務していた時、乗船したコルベット艦がマゼラン海峡で事故を起こした。その責任を取る形で2年ほどたった後。海軍を辞め、南米ウルグアイのモンテヴィデオで暮らすことになった。
その後、ブラジルの港町ポルト・アレグレに移り、1869年にブラジル皇帝ペドロ2世の宮廷が主催する展覧会に初めて絵を出展し、その頃戦われたパラグアイ戦争の情景を描く注文をブラジル宮廷から受けた。
デ・マルティーノの作品は好評で、この時期に多くの作品の注文を受けて海洋画を描き、ブラジルの帝国美術アカデミーの会員に選ばれ、その展覧会に作品が招待された。ブラジル海軍の公式画家になり、ペドロ2世から勲章を授与された。
リオデジャネイロで18歳のイザベラ・コエーリョ・ゴメスと出会い結婚した。1875年までの8年間のブラジル時代に約350点の作品を描いていた。作品に対する需要が飽和して、注文が少なくなってきたことかが理由と考えられているが、1876年にロンドンの大使への紹介状を得て、家族でロンドンに移った。
ロンドンのカムデン区のスイスコテッジ地区で暮らし、皇太子だったエドワード7世とその妃のアレクサンドラ・オブ・デンマークらとも友人になった。母国イタリアからも多くの注文を得ることもできた。1894年にヴィクトリア女王の、女王付海洋画家（Marine Painter to Her Majesty ）の称号を得た。1899年のアメリカスカップの公式画家に選ばれ、1892年にイタリア王冠勲章を受勲し、イギリスのロイヤル・ヴィクトリア勲章を授与された。
1912年にイギリス王太后になっていたアレクサンドラ・オブ・デンマークに挨拶に向かう途中におそらく脳卒中で74歳で亡くなった。

## 作品

"Rendição da corveta General Dorrego" (1870/1880) Rendição da corveta General Dorrego(ブラジル)
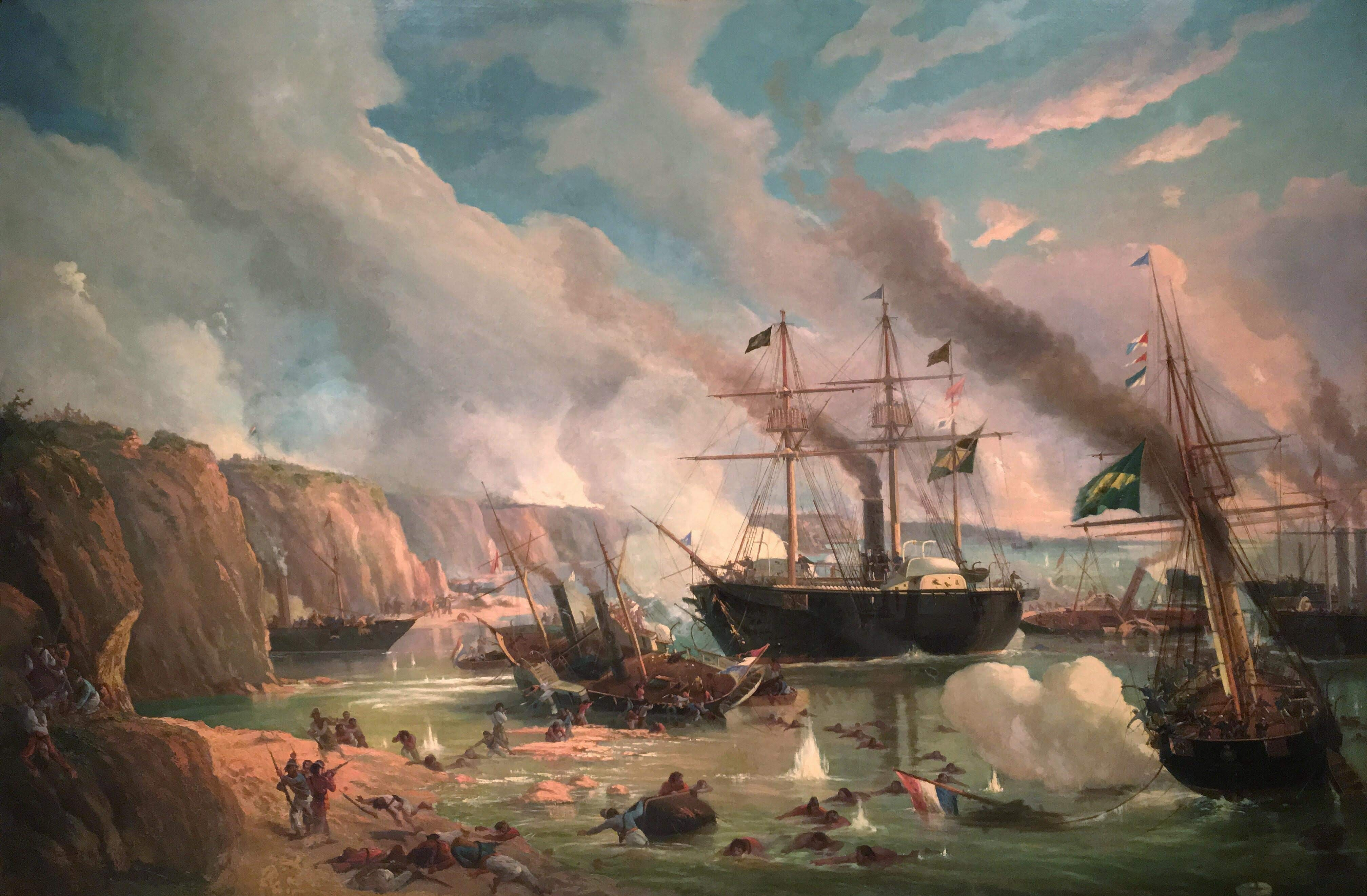
リアチュエロ海戦 (1882/1883)
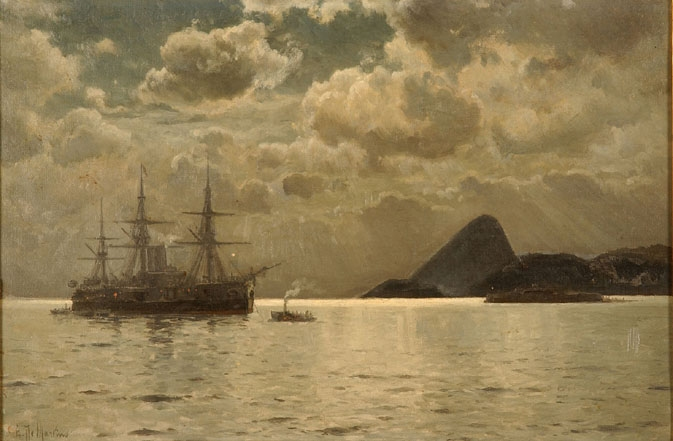
夜の河口風景
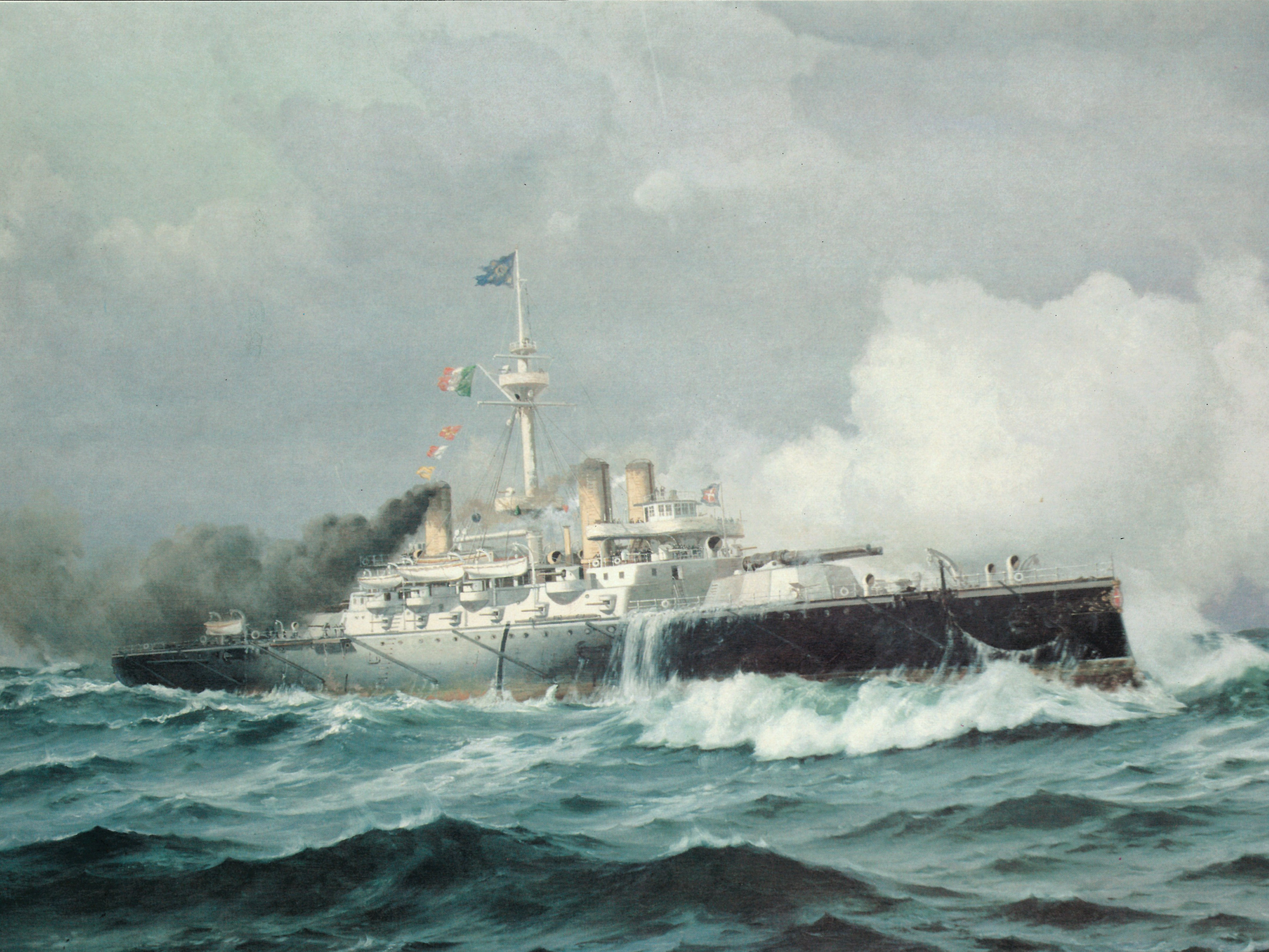
イタリア戦艦「レ・ウンベルト」(1888)
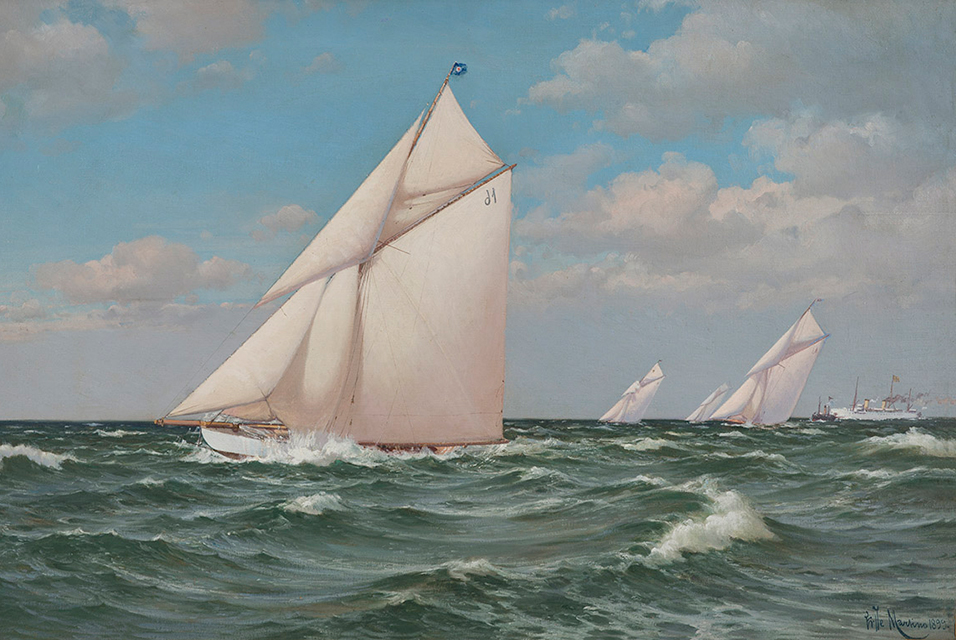
第10回アメリカスカップ (1899)
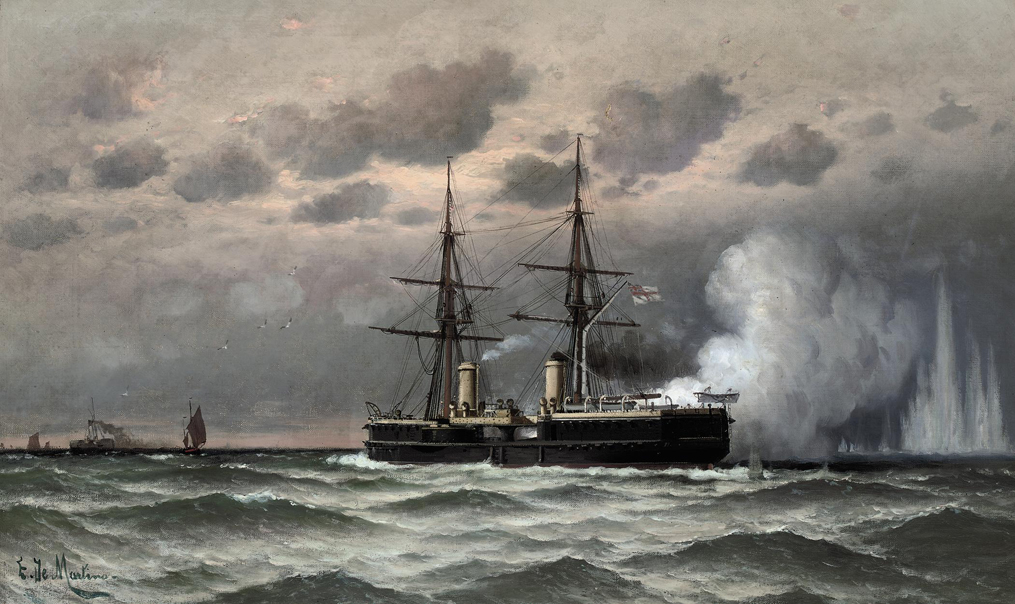
イギリス海軍の装甲艦インフレキシブル (1888年代)